# Ferrari 499P
El Ferrari 499P es un sport prototipo de monocasco cerrado construido por el equipo italiano Scuderia Ferrari, el coche participa en la categoría Le Mans Hypercar del Campeonato Mundial de Resistencia de la FIA (WEC). El número #51 fue el vencedor de las 24 Horas de Le Mans en 2023, en el 100 aniversario de las primeras 24 Horas de Le Mans disputadas en 1923, el número #50 repitió la victoria en la edición de 2024, y el número #83 de AF Corse en la edición de 2025.
El bicampeón mundial de resistencia Alessandro Pier Guidi fue el primero en probarlo.

## Contexto
En 2018, la FIA y la ACO aprobaron la nueva regulación Le Mans Hypercar como reemplazo de la regulación LMP1 existente hasta ese momento en el Campeonato Mundial de Resistencia que entraría en vigencia a partir de la temporada 2020-21.

## Desarrollo
Ferrari anunciaría oficialmente una asociación con AF Corse para colaborar en la gestión del equipo que trabajará junto a Competizioni GT en el programa Le Mans Hypercar (LMH).

### Circuito de Fiorano
El diseño del auto fue presentado en el Circuito de Fiorano. Tras eso, Ferrari confirmaría que las pruebas iniciales del LMH serían realizadas por miembros de su actual alineación de GT, que incluye a James Calado, Nicklas Nielsen y Antonio Fuoco.

### Autodromo Enzo e Dino Ferrari
El auto volvió a rodar por segunda vez en la pista del Autodromo Enzo e Dino Ferrari. El prototipo italiano está pasando por diversas pruebas de rendimiento, en colaboración con AF Corse, que será el equipo que lo use en la Temporada 2023 del Campeonato Mundial de Resistencia de la FIA. El coche rodó durante unos días, recopilando los primeros datos que serán analizados por los técnicos y los pilotos oficiales.

## Resultados

### Campeonato Mundial de Resistencia de la FIA
(Clave) (negrita indica pole position) (cursiva indica vuelta rápida)

| Año     | Equipo           | Clase    | Pilotos               | N.º | 1   | 2   | 3   | 4   | 5   | 6   | 7   | 8   | Puntos | Pos. |
| ------- | ---------------- | -------- | --------------------- | --- | --- | --- | --- | --- | --- | --- | --- | --- | ------ | ---- |
| 2023    | Ferrari AF Corse | Hypercar |                       |     | SEB | POR | SPA | LMS | MNZ | FUJ | BHR |     | 161    | 2.º  |
| 2023    | Ferrari AF Corse | Hypercar | Antonio Fuoco         | 50  | 3   | 2   | Ret | 5   | 2   | 4   | 3   |     | 161    | 2.º  |
| 2023    | Ferrari AF Corse | Hypercar | Miguel Molina         | 50  | 3   | 2   | Ret | 5   | 2   | 4   | 3   |     | 161    | 2.º  |
| 2023    | Ferrari AF Corse | Hypercar | Nicklas Nielsen       | 50  | 3   | 2   | Ret | 5   | 2   | 4   | 3   |     | 161    | 2.º  |
| 2023    | Ferrari AF Corse | Hypercar | James Calado          | 51  | 7   | 6   | 3   | 1   | 5   | 5   | 6   |     | 161    | 2.º  |
| 2023    | Ferrari AF Corse | Hypercar | Antonio Giovinazzi    | 51  | 7   | 6   | 3   | 1   | 5   | 5   | 6   |     | 161    | 2.º  |
| 2023    | Ferrari AF Corse | Hypercar | Alessandro Pier Guidi | 51  | 7   | 6   | 3   | 1   | 5   | 5   | 6   |     | 161    | 2.º  |
| 2024    | Ferrari AF Corse | Hypercar |                       |     | QAT | IMO | SPA | LMS | SÃO | COA | FUJ | BHR | 137    | 3.º  |
| 2024    | Ferrari AF Corse | Hypercar | Antonio Fuoco         | 50  | 6   | 4   | 3   | 1   | 6   | 3   | 9   | 11  | 137    | 3.º  |
| 2024    | Ferrari AF Corse | Hypercar | Miguel Molina         | 50  | 6   | 4   | 3   | 1   | 6   | 3   | 9   | 11  | 137    | 3.º  |
| 2024    | Ferrari AF Corse | Hypercar | Nicklas Nielsen       | 50  | 6   | 4   | 3   | 1   | 6   | 3   | 9   | 11  | 137    | 3.º  |
| 2024    | Ferrari AF Corse | Hypercar | James Calado          | 51  | 12  | 7   | 4   | 3   | 4   | Ret | Ret | 14  | 137    | 3.º  |
| 2024    | Ferrari AF Corse | Hypercar | Antonio Giovinazzi    | 51  | 12  | 7   | 4   | 3   | 4   | Ret | Ret | 14  | 137    | 3.º  |
| 2024    | Ferrari AF Corse | Hypercar | Alessandro Pier Guidi | 51  | 12  | 7   | 4   | 3   | 4   | Ret | Ret | 14  | 137    | 3.º  |
| 2024    | AF Corse         | Hypercar | Robert Kubica         | 83  | 4   | 8   | 8   | Ret | 11  | 1   | 12  | 8   | N/A    | N/A  |
| 2024    | AF Corse         | Hypercar | Robert Shwartzman     | 83  | 4   | 8   | 8   | Ret | 11  | 1   | 12  | 8   | N/A    | N/A  |
| 2024    | AF Corse         | Hypercar | Yifei Ye              | 83  | 4   | 8   | 8   | Ret | 11  | 1   | 12  | 8   | N/A    | N/A  |
| 2025*   | Ferrari AF Corse | Hypercar |                       |     | QAT | IMO | SPA | LMS | SÃO | COA | FUJ | BHR |        |      |
| 2025*   | Ferrari AF Corse | Hypercar | Antonio Fuoco         | 50  | 1   | 15  | 2   | DSQ |     |     |     |     |        |      |
| 2025*   | Ferrari AF Corse | Hypercar | Miguel Molina         | 50  | 1   | 15  | 2   | DSQ |     |     |     |     |        |      |
| 2025*   | Ferrari AF Corse | Hypercar | Nicklas Nielsen       | 50  | 1   | 15  | 2   | DSQ |     |     |     |     |        |      |
| 2025*   | Ferrari AF Corse | Hypercar | James Calado          | 51  | 3   | 1   | 1   | 3   |     |     |     |     |        |      |
| 2025*   | Ferrari AF Corse | Hypercar | Antonio Giovinazzi    | 51  | 3   | 1   | 1   | 3   |     |     |     |     |        |      |
| 2025*   | Ferrari AF Corse | Hypercar | Alessandro Pier Guidi | 51  | 3   | 1   | 1   | 3   |     |     |     |     |        |      |
| 2025*   | AF Corse         | Hypercar | Phil Hanson           | 83  | 2   | 4   | 15  | 1   |     |     |     |     | N/A    | N/A  |
| 2025*   | AF Corse         | Hypercar | Robert Kubica         | 83  | 2   | 4   | 15  | 1   |     |     |     |     | N/A    | N/A  |
| 2025*   | AF Corse         | Hypercar | Yifei Ye              | 83  | 2   | 4   | 15  | 1   |     |     |     |     | N/A    | N/A  |
| Fuente: |                  |          |                       |     |     |     |     |     |     |     |     |     |        |      |

- * Temporada en desarrollo.